# Niksarve
Niksarve este o arie protejată (arie specială de conservare — SAC, sit de importanță comunitară — SCI) din Suedia întinsă pe o suprafață de 6,6 ha, integral pe uscat.

## Localizare
Centrul sitului Niksarve este situat la coordonatele 57°18′58″N 18°20′33″E / 57.316°N 18.3426°E.

## Înființare
Situl Niksarve a fost declarat sit de importanță comunitară în aprilie 2004 pentru a proteja un număr necunoscut de specii din flora spontană și fauna sălbatică aflate în arealul zonei. Situl a fost protejat și ca arie specială de conservare în martie 2011.

## Biodiversitate
Situată în ecoregiunea boreală, aria protejată conține 2 habitate naturale: Pășuni din zone de pădure fino-scandinave, Mlaștini alcaline.
La baza desemnării sitului se află un număr nedeclarat de specii protejate.